# ISU Grand Prix w łyżwiarstwie figurowym 2023/2024
ISU Grand Prix w łyżwiarstwie figurowym 2023/2024 – 29. edycja zawodów w łyżwiarstwie figurowym. Zawodnicy podczas sezonu występowali w siedmiu zawodach cyklu rozgrywek. Rywalizacja rozpoczęłą się 20 października w Allen, a zakończyła się finałem cyklu w Pekinie.

## Kalendarium zawodów
| Lp. | Data                    | Miejsce   | Zawody                     | Źr. |
| --- | ----------------------- | --------- | -------------------------- | --- |
| 1   | 20–22 października 2023 | Allen     | Skate America              |     |
| 2   | 27–29 października 2023 | Vancouver | Skate Canada International |     |
| 3   | 3–5 listopada 2023      | Angers    | Grand Prix de France       |     |
| 4   | 10–12 listopada 2023    | Chongqing | Cup of China               |     |
| 5   | 17–20 listopada 2023    | Espoo     | Grand Prix Espoo           |     |
| 6   | 24–26 listopada 2023    | Osaka     | NHK Trophy                 |     |
| 7   | 7–10 grudnia 2023       | Pekin     | Finał Grand Prix           |     |

## Medaliści

### Soliści
| Zawody                     | 1. miejsce       | 2. miejsce   | 3. miejsce        | Źr.   |
| -------------------------- | ---------------- | ------------ | ----------------- | ----- |
| Skate America              | Ilia Malinin     | Kévin Aymoz  | Shun Satō         | [ 2 ] |
| Skate Canada International | Sōta Yamamoto    | Kao Miura    | Matteo Rizzo      | [ 3 ] |
| Grand Prix de France       | Adam Siao Him Fa | Ilia Malinin | Yuma Kagiyama     | [ 4 ] |
| Cup of China               | Adam Siao Him Fa | Shōma Uno    | Michaił Szajdorow | [ 5 ] |
| Grand Prix Espoo           | Kao Miura        | Shun Satō    | Kévin Aymoz       | [ 6 ] |
| NHK Trophy                 | Yuma Kagiyama    | Shōma Uno    | Lukas Britschgi   | [ 7 ] |
| Finał Grand Prix           | Ilia Malinin     | Shōma Uno    | Yuma Kagiyama     | [ 8 ] |

### Solistki
| Zawody                     | 1. miejsce        | 2. miejsce        | 3. miejsce      | Źr.    |
| -------------------------- | ----------------- | ----------------- | --------------- | ------ |
| Skate America              | Loena Hendrickx   | Isabeau Levito    | Niina Petrõkina | [ 9 ]  |
| Skate Canada International | Kaori Sakamoto    | Kim Chae-yeon     | Rino Matsuike   | [ 10 ] |
| Grand Prix de France       | Isabeau Levito    | Nina Pinzarrone   | Rion Sumiyoshi  | [ 11 ] |
| Cup of China               | Hana Yoshida      | Rinka Watanabe    | Loena Hendrickx | [ 12 ] |
| Grand Prix Espoo           | Kaori Sakamoto    | Rion Sumiyoshi    | Amber Glenn     | [ 13 ] |
| NHK Trophy                 | Ava Marie Ziegler | Lindsay Thorngren | Nina Pinzarrone | [ 14 ] |
| Finał Grand Prix           | Kaori Sakamoto    | Loena Hendrickx   | Hana Yoshida    | [ 15 ] |

### Pary sportowe
| Zawody                     | 1. miejsce                               | 2. miejsce                            | 3. miejsce                               | Źr.    |
| -------------------------- | ---------------------------------------- | ------------------------------------- | ---------------------------------------- | ------ |
| Skate America              | Annika Hocke / Robert Kunkel             | Lia Pereira / Trennt Michaud          | Chelsea Liu / Balázs Nagy                | [ 16 ] |
| Skate Canada International | Deanna Stellato-Dudek / Maxime Deschamps | Marija Pawłowa / Aleksiej Swiatczenko | Lucrezia Beccari / Matteo Guarise        | [ 17 ] |
| Grand Prix de France       | Lia Pereira / Trennt Michaud             | Sara Conti / Niccolò Macii            | Camille Kowalow / Pawieł Kowalow         | [ 18 ] |
| Cup of China               | Deanna Stellato-Dudek / Maxime Deschamps | Rebecca Ghilardi / Filippo Ambrosini  | Peng Cheng / Wang Lei                    | [ 19 ] |
| Grand Prix Espoo           | Minerva Fabienne Hase / Nikita Wołodin   | Sara Conti / Niccolò Macii            | Marija Pawłowa / Aleksiej Swiatczenko    | [ 20 ] |
| NHK Trophy                 | Minerva Fabienne Hase / Nikita Wołodin   | Lucrezia Beccari / Matteo Guarise     | Rebecca Ghilardi / Filippo Ambrosini     | [ 21 ] |
| Finał Grand Prix           | Minerva Fabienne Hase / Nikita Wołodin   | Sara Conti / Niccolò Macii            | Deanna Stellato-Dudek / Maxime Deschamps | [ 22 ] |

### Pary taneczne
| Zawody                     | 1. miejsce                       | 2. miejsce                                   | 3. miejsce                               | Źr.    |
| -------------------------- | -------------------------------- | -------------------------------------------- | ---------------------------------------- | ------ |
| Skate America              | Madison Chock / Evan Bates       | Marjorie Lajoie / Zachary Lagha              | Jewgienija Łopariowa / Geoffrey Brissaud | [ 23 ] |
| Skate Canada International | Piper Gilles / Paul Poirier      | Lilah Fear / Lewis Gibson                    | Allison Reed / Saulius Ambrulevičius     | [ 24 ] |
| Grand Prix de France       | Charlène Guignard / Marco Fabbri | Laurence Fournier Beaudry / Nikolaj Sørensen | Jewgienija Łopariowa / Geoffrey Brissaud | [ 25 ] |
| Cup of China               | Piper Gilles / Paul Poirier      | Marjorie Lajoie / Zachary Lagha              | Caroline Green / Michael Parsons         | [ 26 ] |
| Grand Prix Espoo           | Madison Chock / Evan Bates       | Laurence Fournier Beaudry / Nikolaj Sørensen | Juulia Turkkila / Matthias Versluis      | [ 27 ] |
| NHK Trophy                 | Lilah Fear / Lewis Gibson        | Charlène Guignard / Marco Fabbri             | Allison Reed / Saulius Ambrulevičius     | [ 28 ] |
| Finał Grand Prix           | Madison Chock / Evan Bates       | Charlène Guignard / Marco Fabbri             | Piper Gilles / Paul Poirier              | [ 29 ] |